# 栄光院 (松平正容継室)
栄光院（えいこういん、延宝7年（1679年） - 元文2年3月4日（1737年4月3日））は、陸奥会津藩藩主・松平正容の継室。松平正甫の生母。父は本多家浪人・横山常定。名は祐、ゆら。

## 生涯
延宝7年（1679年）、大和国郡山で生まれる。15歳のとき会津藩の江戸藩邸に御次並女中として召し出され、藩主・正容の目に留まって側室となり、元禄8年（1695年）8月、長女・元姫を産む。2年後の元禄10年（1697年）三男・正甫を会津で出産。つづいて元禄12年（1699年）四男・栄之丞を江戸で、翌元禄13年（1700年）次女・順姫を産んで、計2男2女をもうけた。
正容の正室・竹姫は元禄6年（1693年）に没しており、また同じ時期に側室となったおもんの方は狂言自殺を図るなどして会津に幽閉されたため、奥向きではお祐の方が権勢をふるった。正甫を産んだ後「御袋様」と称される。宝永3年（1706年）継室に昇格され、「奥様」と称される。宝永5年（1708年）おもんの方所生の長男・正邦が没し、正甫が世継ぎとなると、待遇も正室格とされ、「御前様」と称されることとなった。
元禄10年（1697年）のおもんの方の幽閉以来十数年間、正容の室はお祐の方だけであったが、宝永5年（1708年）時点で成長した子が正甫一人であった。そのため、縁戚の老中稲葉正往からも次男の出生を勧められ、家臣たちが正容生母・栄寿院と相談し、会津在国の間は側室を置くこととした。この後、4人の側室が正容の子女を産んだが、いずれも男子を産むと程なく暇を出された（3人は家臣の妻に拝領、1人は自ら願い出て実家に帰る）。おもんも17年間の幽閉の後、家臣の神尾房矩の妻に拝領された（後に離縁）。これらは、継室となったお祐の方を憚ってのことと思われる。
享保12年（1727年）3月、正甫が家督相続しないまま31歳で死去。権勢を誇ったお祐の方であったが、藩主の生母とはなれなかった。元文2年（1737年）死去。墓所は江戸谷中の瑞倫寺。
なお、実家の横山家は会津藩に召し抱えられて重臣層となり、幕末の横山常守はこの家系である。